# Ponte Nuovo (Magenta)
Ponte Nuovo o Pontenuovo (Pont Noeuv in dialetto milanese, AFI: /ˈpũːt nøʋ/) è una frazione in gran parte posta sotto il comune di Magenta in città metropolitana di Milano distante 3,80 km dal centro storico del comune di appartenenza. Una piccola parte del borgo è affidata all'amministrazione del comune di Boffalora sopra Ticino. La frazione consta di 1 500 abitanti circa.
Il borgo, oltre che per essere stato il primo teatro di scontri della famosa Battaglia di Magenta, negli anni è divenuto noto in quanto sede della fabbrica italiana di fiammiferi S.A.F.F.A.

## Geografia fisica

### Geografia fisica
Il borgo di Ponte Nuovo è caratterizzato da un ambiente prevalentemente pianeggiante, tipico della Pianura padana, con avvallamenti solo nei pressi del Naviglio Grande e verso la valle del Ticino, prevalentemente adatto a boschi o coltivazioni, che occupano quasi i 2/4 del territorio della frazione. Idrograficamente è notevole la presenza del Naviglio Grande che costituisce un elemento tipico e condizionante della conformazione del borgo.

### Geografia politica
Il territorio di Ponte Nuovo confina ad ovest con Magenta, a sud con la frazione magentina di Ponte Vecchio, a est col fiume Ticino e col confine piemontese, a nord con Boffalora sopra Ticino.
La frazione è suddivisa storicamente al suo interno dalla presenza del Naviglio Grande (con relativo ponte di attraversamento) che definisce le due aree amministrative, l'una sottoposta al comune di Magenta, l'altra al comune di Boffalora sopra Ticino. La parte a nord, prevalentemente produttiva e legata prima alla presenza della dogana austriaca e poi allo sviluppo industriale della S.A.F.F.A., ha dato vita ad un agglomerato urbano a vocazione essenzialmente industriale, mentre nella parte meridionale che digrada nella vallata del Ticino, si trovano in prevalenza abitazioni e costruzioni coloniche sparse.
Magenta è il centro di maggior rilievo più vicino alla frazione.

## Storia

### Dalle origini al primo Ottocento
Il borgo di Ponte Nuovo è la più giovane tra le frazioni del comune di Magenta. Esso è sorto a partire dal 1808, ovvero dall'anno della costruzione del ponte napoleonico sul Ticino che consentiva un rapido collegamento tra Milano e il Piemonte.
Ovviamente, questo utilizzo strategico del territorio, portò alla costruzione poco dopo di un ponte simile sul Naviglio Grande, che si trovava a scorrere all'estremo del territorio magentino, proprio nella località che venne definita Ponte Nuovo, per distinguerla dalla frazione di Ponte Vecchio, ove si trovava un ponte seicentesco già utilizzato per passare il Naviglio da una sponda all'altra.
Rilevante fu in quest'epoca la costruzione della dogana austriaca (1836), punto di passaggio obbligato per quanti volessero valicare il confine tra il Regno Lombardo-Veneto ed il Regno di Sardegna, divenuta in seguito nota per essere stata uno dei principali luoghi di scontro della famosa Battaglia di Magenta. Ad essa si associarono ben presto alcune locande e abitazioni per gli ufficiali d'istanza.

### Ponte Nuovo e la battaglia di Magenta

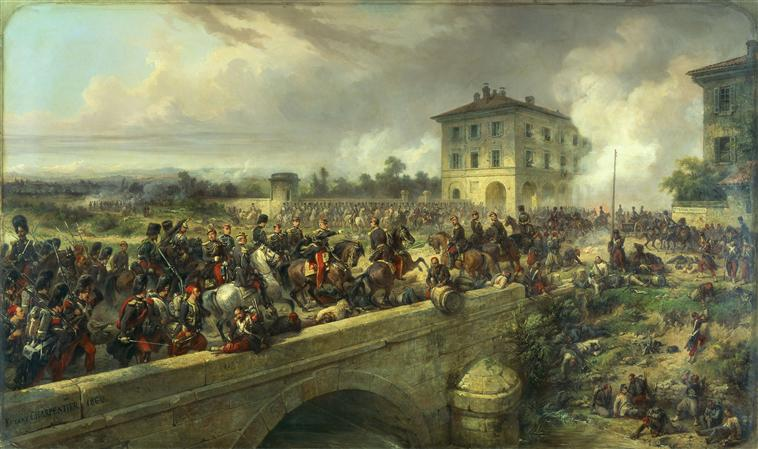
L'attraversamento da parte dei francesi del ponte di Ponte Nuovo di Magenta durante la battaglia del 1859. Dipinto di Eugène Charpentier, Musée de l'Armée, Parigi

Ponte Nuovo di Magenta è soprattutto noto per la battaglia di Magenta che qui che ebbe luogo nelle sue prime fasi il 4 giugno 1859, durante la Seconda Guerra d'Indipendenza, combattuta tra i piemontesi e i loro alleati francesi contro gli austro-ungarici; fu vinta dai franco-piemontesi e aprì la strada alla conquista della Lombardia. Nello scontro, svoltosi sul territorio magentino, rimane ancora oggi celebre il momento della traversata del ponte di Ponte Nuovo da parte dei francesi sotto il fuoco dei proiettili sparati dagli austriaci dalla dogana.
Dopo essere giunto a San Martino di Trecate, l'esercito francese si divise in due tronconi: uno si diresse verso il ponte di Ponte Nuovo, mentre l'altro capitanato dal generale Patrice de Mac Mahon si portò più a nord per attraversare il Naviglio a Turbigo. Gli austriaci, per ostacolare l'avanzata del nemico, decisero di minare tutti i ponti di passaggio sul canale, riuscendo a far saltare quello di Ponte Vecchio e di Boffalora sopra Ticino, mentre quello ferroviario e quello di Ponte Nuovo, per quanti sforzi venissero fatti, rimasero intatti. 

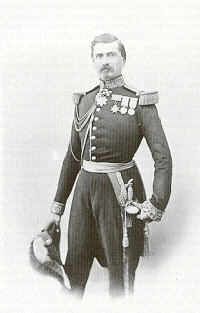
Il generale francese Gustave Cler caduto nello scontro di Ponte Nuovo

Attendendo la manovra "a tenaglia" di Mac Mahon da nord, i francesi intanto si diedero all'attacco di Ponte Nuovo dove però gli austriaci godevano della presenza di una serie di fortificazioni di confine costituite dalla locale dogana e dai bastioni che la circondavano (dove si trovavano tra l'altro 4 pezzi d'artiglieria) e dal fatto di trovarsi leggermente sopraelevati rispetto agli attaccanti. Intanto, da Abbiategrasso, iniziava ad arrivare il grosso delle truppe austriache per rinforzare l'area della dogana, rendendo la situazione francese sempre più precaria al punto che il capitano della dogana diede ordine di inviare a Vienna un telegramma con l'annuncio dell'avvenuta vittoria della battaglia.
I ripetuti attacchi dei francesi lasciarono sul campo un gran numero di caduti: per sette volte il ponte venne conquistato e perduto dai francesi che si risolsero a proseguire con attacchi alla baionetta, pur richiedendo rinforzi a Napoleone III il quale, ad ogni modo, rispose di non disporre uomini a sufficienza per poter sopportare le perdite di quella carneficina. La Garde Imperiale, fino a quel momento rimasta di riserva, entrò quindi in gioco e riuscì a dare la spallata finale agli austriaci, prendendo possesso delle posizioni. Negli scontri cadde il generale Gustave Clèr il cui corpo, nella confusione della battaglia, cadde in mano nemica e verrà recuperato solo molte ore dopo, spogliato delle armi e dei gradi. La situazione sembrò volgere al meglio quando anche Mac Mahon giunse sul campo di battaglia, costringendo gli austriaci a ripiegare sull'abitato di Magenta, abbandonando la dogana di Ponte Nuovo e ripiegando sul cimitero della città, sulla strada per Ponte Vecchio e sulla linea ferroviaria.

### Dall'Ottocento alla seconda guerra mondiale
La sede dell'ormai ex dogana austriaca divenne, successivamente, sede della famosa fabbrica di fiammiferi S.A.F.F.A. che avviò dall'inizio del Novecento importanti lavori in loco per accogliere i lavoratori dello stabilimento e fornire loro tutti i moderni comfort di un'azienda modello come ad esempio la costruzione di una cappella per le esigenze spirituali degli operai.
Nel 1920 si tenne un referendum locale per decidere se la chiesa di Ponte Nuovo, sino a quel momento amministrata dal parroco di Boffalora sopra Ticino, dovesse dipendere dalla parrocchia di Boffalora sopra Ticino o da quella di Magenta; i fedeli locali propendettero per quest'ultima soluzione.
Parallelamente all'attività dell'industria di fiammiferi, sul territorio di Ponte Nuovo si affiancarono altre due attività: l'estrazione di materiale da costruzione (ghiaia e sabbia) in due cave, e una fornace per la produzione di mattoni, le cui attività terminarono rispettivamente nel 1915 e nel 1930.
Con la seconda guerra mondiale, l'area di Ponte Nuovo tornò alla ribalta per la presenza del prezioso ponte che conduceva verso il piemonte: numerosi furono i tentativi dell'aviazione anglo-americana di distruggerlo, ma tutti si dimostrarono vani. Il 4 gennaio 1944 una bomba colpì in pieno la villa "La Fagiana", proprietà del commendator Peretti, che si trovava a 200 metri a valle del ponte. Questo fatto, costrinse i tedeschi a pensare alla costruzione di un ponte di legno a circa 300 metri da quello in pietra sul Ticino di modo che, qualora quello principale fosse stato distrutto dai bombardamenti, sarebbe stata comunque garantita una via di fuga. Per l'operazione vennero reclutati in maniera coercitiva degli operai degli stabilimenti della S.A.F.F.A. e della SNIA di Magenta.
Proprio a Ponte Nuovo vi fu l'ultimo blocco di resistenza tedesco dell'area: quando già gli americani erano entrati a Magenta, nella vallata del Ticino si accentravano ancora delle forze dell'Asse con artiglieria pronta ad aprire il fuoco sull'abitato e sulle fabbriche della frazione nel caso l'avanzata fosse continuata, ignari probabilmente della situazione internazionale di quei giorni. Le ultime posizioni vennero abbandonate alla mezzanotte del 29 aprile 1945. All'indomani della liberazione, presso la cava Carabelli vennero ammassate tutte le armi e le munizioni lasciate sul campo dal nemico che si ritirava (anche se molte erano state distrutte dagli stessi tedeschi), dove venivano custodite a turno dai partigiani locali. In quei concitati giorni, ad ogni modo, un errore umano fece appiccare un incendio alla balistite fuoriuscita da alcune di queste casse non chiuse correttamente e questo creò poco dopo una tremenda esplosione che danneggiò diverse case dell'abitato.

### Dal dopoguerra ad oggi

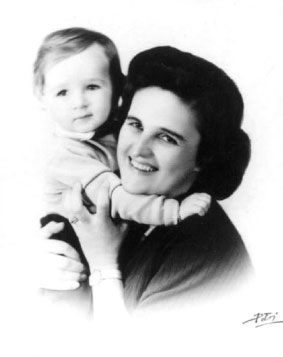
Santa Gianna Beretta Molla abitò a Ponte Nuovo col marito Pietro

Nel secondo dopoguerra, il borgo di Ponte Nuovo attraversò un periodo di rinascita che perdurò fino agli anni '80 del Novecento, con l'intensificarsi dell'attività produttiva dello stabilimento S.A.F.F.A. che continuò a rappresentare il principale elemento trainante della vita della frazione.
Una nuova serie di edifici per gli operai ed i dirigenti dell'azienda, vennero progettati a partire dal 1945 dal cavaliere Temistocle Lazzari, ex podestà di Boffalora sopra Ticino e direttore generale dello stabilimento di Ponte Nuovo. Le opere sociali volute da questo vennero a creare un quartiere di fatto autosufficiente, dotato di un asilo nido, di una scuola materna, di una scuola elementare e di un istituto professionale, di una mensa per i dipendenti, di un cinema teatro e addirittura di una piccola chiesa, dedicata alla Madonna del Buon Consiglio. I lavori vennero condotti sotto la direzione dell'architetto milanese Giovanni Muzio e vennero ultimati solo nel 1962.
La frazione divenne anche la residenza di Santa Gianna Beretta Molla e del marito Pietro, il quale era dirigente proprio della società S.A.F.F.A ed abitava presso il borgo.
Quando lo stabilimento S.A.F.F.A. iniziò gradualmente a ridurre la propria attività sino a chiuderla definitivamente (nel 2001), si iniziò anche una graduale opera di vendita dei fabbricati ad essa annessi, come pure vennero intraprese con la curia di Milano le pratiche necessarie per la donazione degli edifici di culto che fino a quel momento erano rimasti di proprietà privata della fabbrica. La direzione della S.A.F.F.A., che sino a quel momento aveva de facto regolato i rapporti tra gli abitanti locali e l'amministrazione comunale di Magenta, venne sostituita nel 1981 dalla creazione di un comitato cittadino per la promozione degli interessi della frazione.

## Monumenti e luoghi d'interesse

### Architetture religiose
Chiesa parrocchiale di San Giuseppe lavoratore

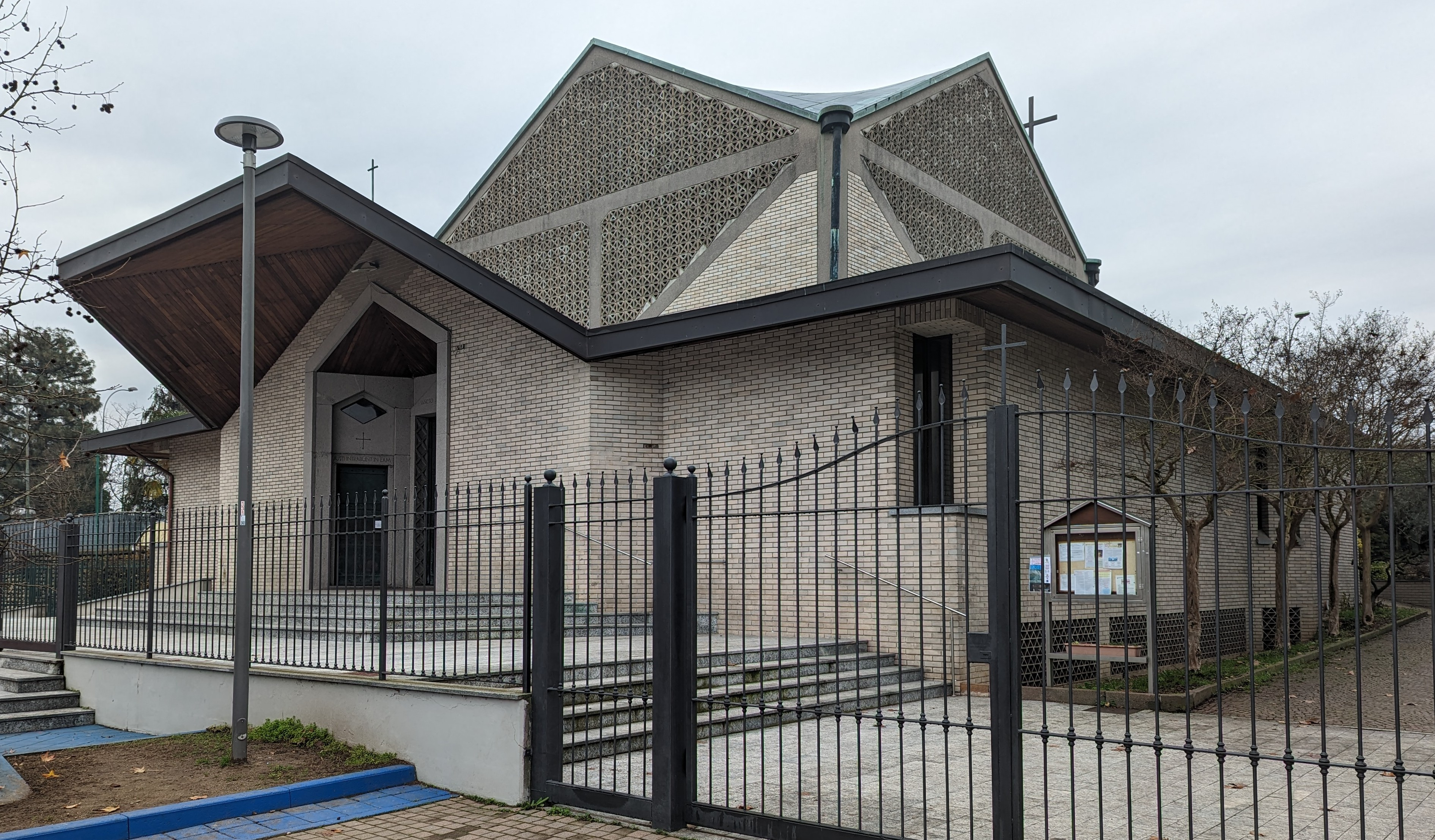
La chiesa di San Giuseppe lavoratore a Ponte Nuovo

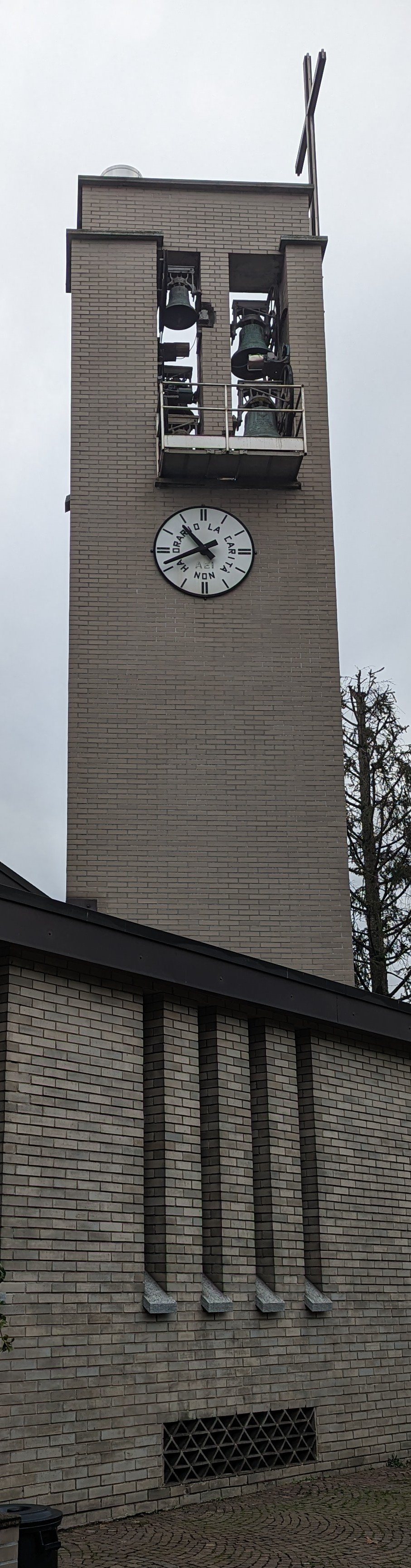
Il campanile della chiesa

La chiesa di San Giuseppe lavoratore è la chiesa parrocchiale di Pontenuovo di Magenta. Essa venne consacrata il 1º maggio 1963, dall'allora cardinale Giovanni Battista Montini, arcivescovo di Milano, che di lì a poche settimane sarebbe stato eletto papa col nome di Paolo VI. In suo ricordo la piazza antistante la chiesa porta ora il suo nome, a benedizione di tutto il paese. La struttura venne costruita ex novo su un terreno di proprietà della fabbrica S.A.F.F.A. e a spese dell'azienda stessa, in quanto non era più possibile ampliare la chiesetta della Madonna del Buon Consiglio, costruita nei pressi delle abitazioni ad inizio secolo.
Solo nel 1984 la chiesa di Pontenuovo venne elevata al rango di parrocchia, dal cardinale Carlo Maria Martini; prima di allora era una vicarìa curata, dipendente dalla parrocchia di San Martino in Magenta. L'anno precedente, il 12 ottobre, era avvenuto il passaggio di proprietà della chiesa dalla S.A.F.F.A. alla curia di Milano.
La chiesa possiede un concerto di cinque campane in Sib3 Maggiore, fuso da Roberto Mazzola di Valduggia (VC) nel 1962. Le campane suonano a sistema ambrosiano.
| Campana | Nota nominale | Fonditore e Anno di fusione | Diametro |
| ------- | ------------- | --------------------------- | -------- |
| I       | Fa4           | Roberto Mazzola nel 1962    | 534 mm   |
| II      | Mib4          | Roberto Mazzola nel 1962    | 593 mm   |
| III     | Re4           | Roberto Mazzola nel 1962    | 631,5 mm |
| IV      | Do4           | Roberto Mazzola nel 1962    | 697 mm   |
| V       | Sib3          | Roberto Mazzola nel 1962    | 801 mm   |

Chiesa della Madonna del Buon Consiglio

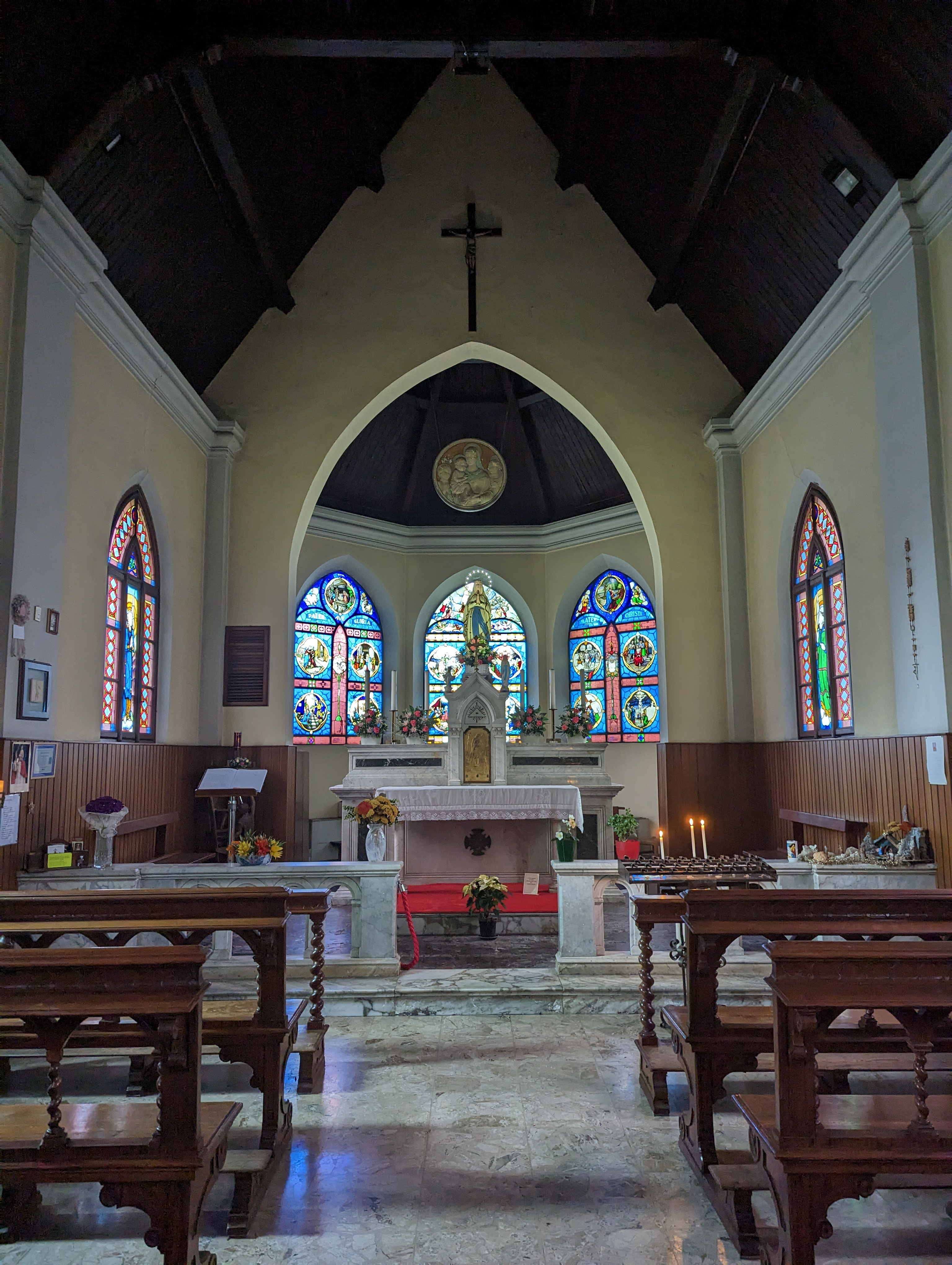
L'interno della chiesa della Madonna del Buon Consiglio a Ponte Nuovo

La Chiesa della Madonna del Buon Consiglio, è una piccola cappella della frazione di Ponte Nuovo di Magenta.
Essa fu costruita nel 1903 come luogo di culto per il villaggio di operai della già citata fabbrica S.A.F.F.A. ed ebbe anche lo scopo di commemorare i defunti negli scontri del 4 giugno 1859. Per questi motivi, la cappella venne eretta non distante dal luogo della battaglia, lungo l'asse stradale che conduce all'ex dogana austriaca ed al ponte sul Naviglio Grande.
Esternamente, la cappella si presenta in stile neogotico, con un portale ligneo a sesto acuto contornato da un rivestimento in cotto a vista, elemento fondamentale che riprende la maggior parte delle decorazioni della chiesetta e sovrastato da un altorilievo in marmo di Carrara raffigurante appunto la Madonna del Buon Consiglio, opera dello scultore Sacchi di Milano. Il piccolo campanile che affianca la struttura venne eretto nel 1915.
L'interno, ampiamente decorato, presenta un altare marmoreo con inserti in ottone e bronzo dorato, il tutto sovrastato da una statua della Madonna. L'ambiente prende luce dalla presenza di alcuni finestroni decorati con vetri policromi istoriati ad opera del pittore boffalorese Costantino Garavaglia e realizzati nel secondo dopoguerra.
La chiesa è divenuta famosa soprattutto per essere stata uno dei luoghi di culto preferiti da santa Gianna Beretta Molla, la quale si recava in preghiera in questo luogo sacro tutte le mattine nel periodo in cui abitò nel borgo col marito. Dal 1994, anno della beatificazione di Gianna Beretta Molla, fa bella mostra di sé nella detta Chiesetta una scultura, in marmo bianco di Carrara, eseguita dallo scultore bergamasco Pietro Brolis, raffigurante un bimbo che viene salvato dalle macerie del terremoto dalle braccia di sua madre. Tale splendida opera è stato un prezioso regalo della moglie dello scultore defunto, e si collega bene con l'atto d'amore di Santa Gianna, che ha dato la vita per poter partorire la sua quarta figlia, nel 1962.

### Architetture civili
La Dogana austriaca

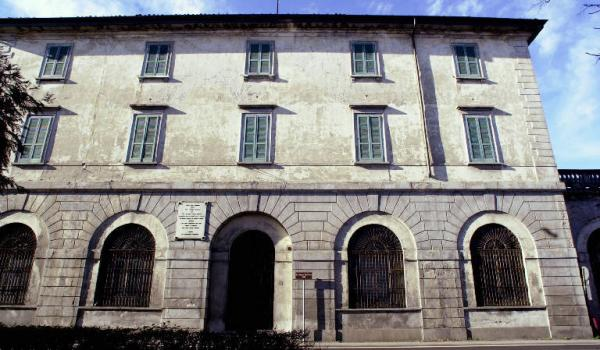
La facciata della dogana austriaca di Ponte Nuovo

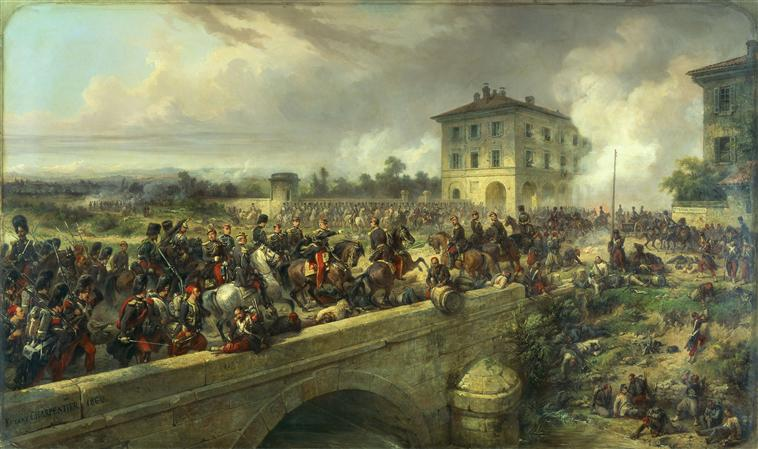
La guardia imperiale a Magenta, dipinto di Eugène Charpentier: sullo sfondo la dogana austriaca di Ponte Nuovo

La struttura della dogana austriaca che ancora oggi sorge in posizione strategica presso il ponte sul Naviglio Grande, costituì dalla sua fondazione nel 1836 sino al 1859 uno dei punti di passaggio obbligati per quanti volessero valicare il confine tra il Regno Lombardo-Veneto ed il Regno di Sardegna.
La struttura era costituita da un complesso di edifici amministrativi e doganali disposti su tre piani che comprendevano anche una caserma propriamente detta, oltre ad una vasta area e circondata da spessi bastioni di difesa che confinavano con l'alzaia del Naviglio; vi era anche un portico per le ispezioni doganali le cui luci sono state chiuse in seguito. Originariamente, secondo il progetto presentato a Ferdinando I d'Austria, la struttura doveva essere molto più grande, con una struttura ottagonale con cupola e tiburio centrale rialzato dove si trovava l'area per le ispezioni, preceduta da un portico a pilastri con tre arcate sovrastato da un timpano decorato con altorilievi. Questo progetto, per quanto posto in bozza, non venne realizzato probabilmente per mancanza di fondi.
Sul lato opposto si trovavano invece gli edifici residenziali del comandante della dogana e della sua famiglia, oltre alle case degli ufficiali di posto ed alle residenze degli impiegati.
Tutte queste strutture si sono conservate praticamente intatte sino ai nostri giorni.
Fu questo complesso, dopo la storica Battaglia di Magenta a fornire una delle basi per la creazione del villaggio operaio della fabbrica S.A.F.F.A., la quale venne rilevata dall'industriale Giacomo Medici.
Oggi, sulla facciata del portico delle ispezioni doganali, si trova una targa commemorativa degli eventi del 4 giugno 1859 che consacrarono la vittoria dei franco-piemontesi in un punto strategico che permise non solo l'ingresso alla città di Magenta, ma anche il successivo passaggio a Milano, compiendo il primo passo verso l'unità nazionale.
Villa Arrigoni Nai (La Peralza)
Detta popolarmente la Peralza, la villa ospita oggi un complesso sportivo privato. La struttura venne costruita, sulla base della datazione degli affreschi interni, nel 1692, come edificio padronale annesso all'attigua azienda agricola e la sua notevole elevazione verticale rivela la funzione di controllo che l'edificio residenziale doveva avere sull'intera tenuta, affiancato da due corpi più bassi con aree di servizio.
La villa, forse perché un non finito, si presenta caratterizzata da mattoni a vista in facciata, unendo ancora una volta caratteristiche architettoniche proprie delle ville di delizia e delle strutture agricole.
Al complesso si accede dalla strada tramite un grande portale a bugnato progettato dallo stesso anonimo architetto dell'intero complesso. Lo stile bugnato viene ripreso nel portico inferiore del corpo centrale dove pilastri di tali fattezze si alternano a colonne binate.
Al piano superiore, diverse stanze presentano dei soffitti cassettonati e dipinti ad opera del pittore Leva.

## Società

### Religione
La maggioranza della popolazione della frazione è cattolica.
Nel comune è presente una parrocchia cattolica appartenente all'arcidiocesi di Milano e dipendente dalla parrocchia di Magenta. Vi è poi la chiesa della Madonna del Buon Consiglio che, pur non essendo sede di parrocchia,è stato il primo luogo di culto inaugurato nella frazione ed è ancora oggi accessibile al culto.

## Cultura
Nella sua storia, la frazione ebbe anche un corpo musicale istituito nel 1909 a spese della ditta S.A.F.F.A. che alla sua costituzione constava di 55 elementi; la banda venne successivamente sciolta ed i suoi elementi confluirono in gran parte nel corpo musicale della vicina Magenta.
Sempre la ditta S.A.F.F.A. realizzò a Ponte Nuovo un giardino d'infanzia, una scuola elementare, un teatro, un dopolavoro e diverse altre strutture utili per la comunità locale che persistettero in uso sino agli anni '80 del Novecento.

## Sport
Le prime strutture sportive a Ponte Nuovo sorsero all'inizio del Novecento con la costruzione del villaggio operaio della S.A.F.F.A. Successivamente, negli anni '20 e '30, tali strutture vennero ampliate con la costruzione di un vero e proprio campo sportivo per accogliere gli allenamenti della locale squadra di calcio, istituita nella seconda metà degli anni '20. Dopo la fine della seconda guerra mondiale, l'attività calcistica riprese a pieno ritmo grazie alla presenza dell'allenatore Marino Furlani, ex centrocampista della S. S. Lazio. L'attività della società calcistica è proseguita sino alla metà degli anni '50 quando la società è stata chiusa.